# Nuevo en esta plaza
Nuevo en esta plaza és una pel·lícula espanyola de comèdia dramàtica estrenada el 26 de maig de 1966, dirigida per Pedro Lazaga i protagonitzada en els papers principals per Palomo Linares, Julia Gutiérrez Caba, José Bódalo, Alfredo Landa i Manuel Zarzo. Es tracta d'una adaptació cinematogràfica de la biografia del famós torero Palomo Linares, en la que ell mateix actua com a protagonista.

## Sinopsi
Un jove linarense anomenat Sebastián somia, com altres joves de la seva edat, amb ser un torero famós. Cada dia, després de treballar en la sabateria del seu pare, toreja furtivament en les deveses pròximes al seu poble malgrat els precs de la seva mare i de les recomanacions del seu pare Manuel. Un dia el seu pare queda cec després de sofrir un accident i Sebastián decideix anar a Madrid, aprofitant l'oportunitat que un periòdic ofereix a tots els maletilles, per a treure de la pobresa a la seva família.

## Repartiment
- Palomo Linares com ell mateix
- Julia Gutiérrez Caba com mare.
- José Bódalo com Manuel Romero.
- Alfredo Landa com Marcial Flores 'El Verónicas'.
- Manuel Zarzo com Tato.
- Cristina Galbó com Sonsoles.
- Andrés Mejuto com	Andrés.
- Manolo Gómez Bur com Pepe.
- José Calvo com Tomás.
- Agustín González
- Carlos Romero Marchent
- Marta Baizán com Cristina.
- Concha Goyanes com Curra
- José Sacristán com Muletilla quec.
- Luis Varela com Hechuras.
- Manuel Manzaneque
- Miguel Ángel Aristu
- David Areu
- Curro Ortuño
- José Villasante
- Fernando Sánchez Polack com Torero.
- Delfín Sancha
- Manuel Miranda com Morenito.
- Ángel Ter com Mosso Cortijo.
- José Orjas com Sacerdot.
- Rogelio Madrid com Torero.
- Alfonso del Real com Empleat servei neteja.
- José Sepúlveda
- Francisco Camoiras
- Pedro Rodríguez de Quevedo
- Fabián Conde
- Carlos Lemos
- Gracita Morales como Trini.
- Antonio Casas
- Mariano Medina com ell mateix

## Premis
Pel seu paper de Tato en la pel·lícula, l'actor Manuel Zarzo va ser el guanyador del premi al millor actor als Premis del Sindicat Nacional de l'Espectacle de 1966.